# Thal Abergel
Thal Abergel (ur. 13 października 1982 w Hajfie) – francuski szachista, arcymistrz od 2008 roku.

## Kariera szachowa
W 2000 r. reprezentował Francję na rozegranych w Oropesa del Mar mistrzostwach świata juniorów do 18 lat. W 2002 r. podzielił II m. (za Boško Abramoviciem, wspólnie z m.in. Mihajlo Stojanoviciem i Josepem Manuelem Lópezem Martínezem) w Belgradzie, natomiast w 2003 r. powtórzył to osiągnięcie w mistrzostwach Paryża (za Alberto Davidem, wspólnie z Markiem Paragua, Stanisławem Sawczenko, Todorem Todorowem, Amirem Bagherim, Manuelem Apicellą i Andriejem Szczekaczewem), zwyciężył również w Tarragonie (wspólnie z Jordim Magemem Badalsem, Arturem Koganem i Ewgenim Janewem) oraz w Nicei (wspólnie z Władimirem Łazariewiem). W 2004 r. podzielił II m. w Sautron (za Siergiejem Fiedorczukiem, wspólnie z Aleksandrem Rajeckim), a w 2005 r. – w Bois-Colombes (za Manuelem Apicellą, wspólnie z Yannickiem Gozzolim, Michaiłem Kozakowem i Sinišą Dražiciem). W 2006 r. podzielił I m. w Villeneuve-Tolosane (wspólnie z Petyrem Genowem, Mariusem Manolache, Aleksandrem Karpaczewem i Siergiejem Fiedorczukiem) oraz podzielił II m. w Paryżu (za Namigiem Guliewem, wspólnie z Laurentem Fressinetem), zdobywając jednocześnie pierwszą normę arcymistrzowską. W 2007 r. zwyciężył w Nantes oraz w turnieju B indywidualnych mistrzostw Francji, rozegranych w Aix-les-Bains. W 2008 r. podzielił I m. w Paryżu (wspólnie z Francisco Vallejo Ponsem) oraz wypełnił w Alicante i Liverpoolu (na mistrzostwach Unii Europejskiej) dwie ostatnie normy na tytuł arcymistrza, dzięki czemu Międzynarodowa Federacja Szachowa przyznała mu ten tytuł.
Najwyższy ranking w dotychczasowej karierze osiągnął 1 marca 2010 r., z wynikiem 2547 punktów zajmował wówczas 14. miejsce wśród francuskich szachistów.